# Dysphaea walli
Dysphaea walli är en trollsländeart som beskrevs av Fraser 1927. Dysphaea walli ingår i släktet Dysphaea och familjen Euphaeidae. IUCN kategoriserar arten globalt som otillräckligt studerad. Inga underarter finns listade i Catalogue of Life.